# Gábor Fabricius

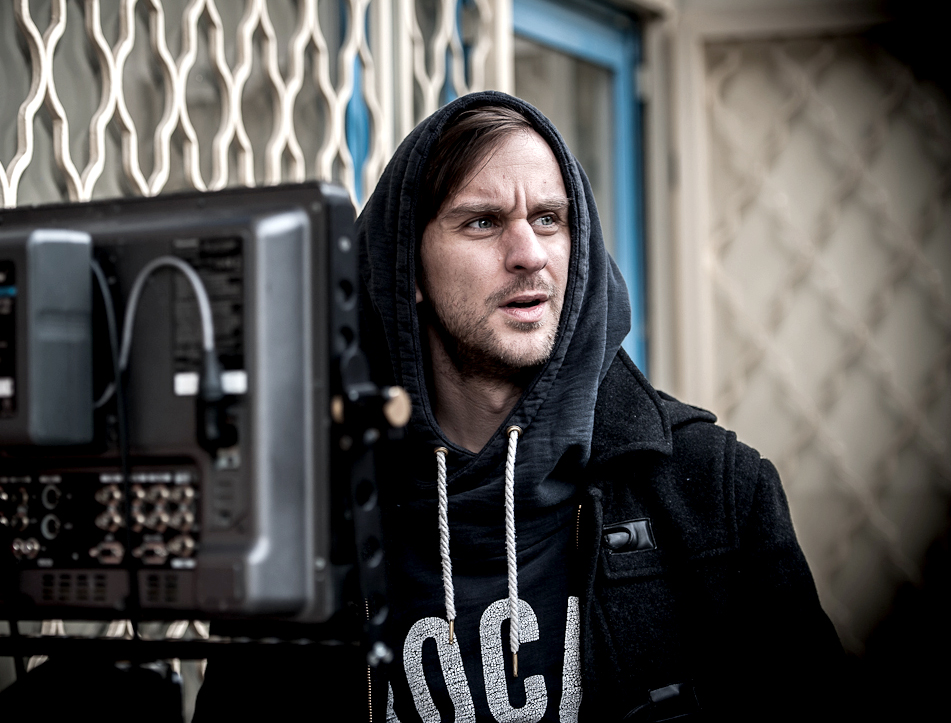
Gábor Fabricius

Gábor Fabricius (* 1975 in Budapest) ist ein ungarischer Filmregisseur und Drehbuchautor.

## Leben
Gábor Fabricius wurde 1975 in der ungarischen Hauptstadt Budapest geboren. Nach seinem Abschluss am Eötvös-József-Gymnasium in Budapest studierte er Mediendesign an der Moholy-Nagy-Universität für Kunsthandwerk und Gestaltung in Budapest. Es folgte ein Masterabschluss am Central Saint-Martins College in London im Jahr 2005. Hiernach arbeitete er als Praktikant bei Scott Free Films, der Produktionsfirma von Ridley Scott. Im Jahr 1997 gründete er die Kreativagentur Republic Group. Fabricius veröffentlichte auch zwei Romane.
Sein erster Kurzfilm Grown Ups wurde im Februar 2010 beim Naoussa Film Festival gezeigt. Zwei Jahre später stellte er beim Ungarischen Filmfestival seinen Kurzfilm Bianka vor, über die Geschichte eines Zigeunermädchens, dessen Vater getötet wurde, für den er auch das Drehbuch schrieb. Im Jahr 2014 wurde sein Kurzfilm Skinner beim Toronto International Film Festival uraufgeführt. Für diesen wurde er 2015 mit Zoltán-Huszárik-Preis ausgezeichnet.
Mit Erasing Frank gab Gábor Fabricius sein Spielfilmdebüt. Dieses feierte im September 2021 bei den Internationalen Festspielen von Venedig seine Premiere, wo der Film in der Critics Week vorgestellt wurde.
Fabricius arbeitet bei seinen Filmprojekten mit dem von ihm gegründeten Kreativkollektiv Otherside Stories zusammen.

## Filmografie
- 2010: Grown Ups (Kurzfilm)
- 2012: Bianka (Kurzfilm)
- 2014: Sintér (Kurzfilm)
- 2016: Dialogue (Kurzfilm)
- 2021: Erasing Frank (Eltörölni Frankot)

## Auszeichnungen
Internationale Filmfestspiele von Venedig
- 2021: Nominierung im Wettbewerb der Settimana Internazionale della Critica (Erasing Frank)